# Химна Ирака
„Домовино моја” (арап. موطني‎‎ Mawtini) назив је државне химне Ирака.
То је популарна песма коју је написао палестински песник Ибрахим Тукан 1934. године, а музику је компоновао Мухамед Флајфел.
Од 2004. године, њу је поново прогласио шеф коалиционог тела Пол Бремер за државну химну Ирака. Она је заменила претходну химну „Земља два Еуфрата” Ard Alforatain, која је била у употреби од 1981. до 2004. године и блиско је повезана са владавином Садама Хусеина.

## Текст
| Арапски оригинал | Транскрипција | Српски превод |
| Прва строфа | Прва строфа | Прва строфа |
| --- | --- | --- |
| مَوطِنِي مَوطِنِي الجلالُ والجمالُ والسَّنَاءُ والبَهَاءُ في رُبَاكْ في رُبَاكْ والحياةُ والنجاةُ والهناءُ والرجاءُ في هواكْ في هواكْ هلْ أراكْ هلْ أراكْ سالِماً مُنَعَّماً وغانما مكرما سالما منعما وغانما مكرما هلْ أراكْ في عُلاكْ تبلُغُ السِّمَاكْ تبلغُ السِّمَاكْ مَوطِنِي مَوطِنِي | Mawṭinī mawṭinī Al-jalālu wa-l-jamālu wa-s-sanā'u wa-l-bahā'u Fī rubāk fī rubāk Wa-l-ḥayātu wa-n-najātu wal-hanā'u wa-r-rajā'u Fī hawāk fī hawāk Hal arāk hal arāk Sālimān munaʿamān wa ġānimān mukarramān Hal arāk fī ʿulāk Tabluġu s-simāk, tabluġu s-simāk Mawṭinī mawṭinī    | Домовино моја, домовино моја Слава и лепота, узвишеност и сјај У твојим су брдима, у твојим су брдима Живот и спасење, задовољство и нада У твојем је ваздуху, у твојем је ваздуху Хоћу ли те затећи, хоћу ли те затећи Безбедно утешену и победнички почаствовану Хоћу ли те видети у свој твојој слави? Допири до звезда, допири до звезда Домовино моја, домовино моја                       |
| Друга строфа | | |
| مَوطِنِي مَوطِنِي الشبابُ لنْ يكِلَّ هَمُّهُ أنْ تستَقِلَّ أو يَبيدْ أو يَبيدْ نَستقي منَ الرَّدَى ولنْ نكونَ للعِدَى كالعَبيدْ كالعَبيدْ لا نُريدْ لا نُريدْ ذُلَّنَا المُؤَبَّدا وعَيشَنَا المُنَكَّدا لا نُريدْ بلْ نُعيدْ مَجدَنا التّليدْ مَجدَنا التّليدْ مَوطِنِي مَوطِنِي                           | Mawṭinī mawṭinī Aš-šabābu lan yakilla hammuhu an tastaqilla Aw yabīd, aw yabīd Nastaqī mina r-radá wa lan nakūna li-l-ʿidā' Kālʿabīd, kālʿabīd Lā nurīd lā nurīd Ḏullanā al-mu'abbada wa ʿayšanā al-munakkada Lā nurīd bal nuʿīd Majdanā t-talīd majdanā t-talīd Mawṭinī mawṭinī | Домовино моја, домовино моја Омладина неће стати све до твоје независности Макар умрли, макар умрли Пићемо из смрти, и нећемо својим непријатељима Постати робови, постати робови Не желимо, не желимо Вечно понижење нити јадан живот Не желимо то, већ ћемо вратити Нашу очувану славу, нашу очувану славу Домовино моја, домовино моја                                                       |
| Трећа строфа | | |
| مَوطِنِي مَوطِنِي الحُسَامُ واليَرَاعُ لا للكلامُ والنزاعُ رَمْزُنا رَمْزُنا مَجدُنا و عهدُنا وواجبٌ منَ الوَفا يهُزُّنا يهُزُّنا عِزُّنا عِزُّنا غايةٌ تُشَرِّفُ ورايةٌ ترَفرِفُ يا هَنَاكْ في عُلاكْ قاهِراً عِداكْ قاهِراً عِداكْ مَوطِنِي مَوطِنِي                                              | Mawṭinī mawṭinī Al-ḥusāmu wa-l-yarāʿu lā l-kalām wa-n-nizāʿu Ramzunā ramzunā Majdunā wa ʿahdunā wa wājibun mina l-wafā' Yahuzzunā yahuzzunā ʿIzzunā ʿizzunā Ġāyâtun tuşarrifu wa rāyâtun turafrifu Yā hanāk fī ʿulāk Qāhirān ʿidāk qāhirān ʿidāk Mawṭinī mawṭinī                 | Домовино моја, домовино моја Мачеви и оловка, не преговори и свађе Наши су симболи, наши су симболи Наша слава и наш завет, и верна дужност Покрећу нас, покрећу нас. Наша слава, наша слава Частан је циљ и махање заставом Частан је циљ и махање заставом. О, погледај се, у свом сјају Победник над твојим непријатељима, победник према твојим непријатељима. Домовино моја, домовино моја |